# Corallichirus xuthus
Corallichirus xuthus är en kräftdjursart som först beskrevs av Manning 1988.  Corallichirus xuthus ingår i släktet Corallichirus och familjen Callianassidae. Inga underarter finns listade i Catalogue of Life.